# 피아지네
피아지네(이탈리아어: Piaggine)는 이탈리아 캄파니아주 살레르노도에 있는 코무네이다.

## 자매 도시
- 사야롱가

## 같이 보기
- 칠렌토